# Satikran
Satikran est une localité de l'est de la Côte d'Ivoire et appartenant au département d'Abengourou, Région du Moyen-Comoé. La localité de Satikran est un chef-lieu de commune.